# Armes Prydein

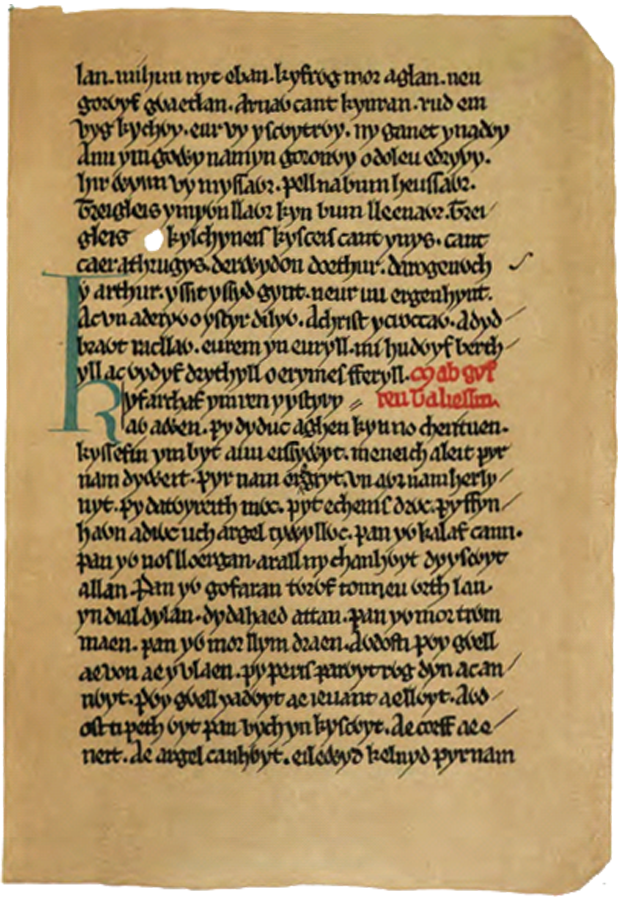
Facsímil del Libro de Taliesin.

Armes Prydein (pronunciación en galés: /ˈarmɛs ˈprədəin/, La profecía de Bretaña) es un poema profético galés de comienzos o mediados del siglo X que forma parte del Libro de Taliesin.
Con un estilo exaltado propio de la poesía heroica galesa, la pieza describe un futuro en el que todos los pueblos britanos se unirán a los escoceses, los irlandeses y los vikingos de Dublín bajo liderazgo galés, y juntos conseguirán expulsar a los anglosajones de Gran Bretaña. Es habitual en la poesía heroica que los líderes de dichas gestas reciban nombres; en este caso, se dice que son Cadwallon y Cadwaladr, invitando al público de forma implícita a relacionarlos con dos célebres líderes del pasado remoto, Cadwallon ap Cadfan y Cadwaladr ap Cadwallon. La inclusión de vikingos no celtas y de escoceses e irlandeses sin afiliación britana como aliados es una de las extravagancias del poema. 
El poema expresa la frustración de varios galeses ante las políticas pragmáticas y pacíficas de Hywel el Bueno hacia el reino de Wessex, que se encontraba en pleno apogeo. Eduardo el Viejo (899 – 924) se había hecho con el poder y ejercía su hegemonía sobre todos los pueblos al sur de los fiordos de Clyde y Forth, incluyendo los gaélicos, los vikingos, los ingleses, los córnicos, los galeses y los cumbrios. Tras su muerte, su hijo Æthelstan le sucedió en el trono (924 – 939). Para entonces, se había forjado una alianza entre los reinos de Dublín, Escocia y Strathclyde para apartarle del poder. Æthelstan fue derrotado en la batalla de Brunanburh en 937. Los galeses, bajo el liderazgo de Hywel el Bueno, optaron por abandonar a su suerte a sus aliados históricos, los  Yr Hen Ogledd (Hombres del Norte), en su lucha contra los ingleses. Hywel el Bueno no brindó su apoyo al pueblo hermano de Strathclyde y tampoco se opuso a sus enemigos tradicionales, los sajones de Wessex.